# Японский оккупационный рубль
Японский оккупационный рубль (рубль императорского японского правительства) — денежные знаки, планировавшиеся к выпуску в обращение на территориях СССР, которые предполагалось оккупировать во время Второй мировой войны.
В 1938 году, используя опыт выпуска оккупационных денег в период Русско-японской, Первой мировой войн и Сибирской экспедиции, Япония начала выпуск на оккупированных территориях Китая оккупационной валюты — военной иены. С расширением зоны японской оккупации, в 1942—1945 годах, выпускались и другие оккупационные валюты: рупии (бирманская и Нидерландской Индии), гульден, доллар, фунт, песо.
Для выпуска на восточных территориях СССР, который должен был произойти в случае их оккупации, Министерством финансов Японии были разработаны и изготовлены специальные денежные знаки номиналом в 10 и 50 копеек, 1 и 5 рублей, 1 червонец. На всех банкнотах имеется надпись на русском языке «ИМПЕРАТОРСКОЕ ЯПОНСКОЕ ПРАВИТЕЛЬСТВО», обозначение номинала цифрами и прописью, номер серии.
В последние годы войны эти так и не понадобившиеся купюры были уничтожены, сохранилось небольшое количество банкнот, которые в настоящее время являются редкими.
| Номинал      | 10 копеек     | 50 копеек | 1 рубль          | 5 рублей     | 1 червонец |
| ------------ | ------------- | --------- | ---------------- | ------------ | ---------- |
| Цвет аверса  | Тёмно-зелёный | Чайный    | Жёлто-коричневый | Сине-зелёный | Индиго     |
| Цвет реверса | Тёмно-зелёный | Чайный    | Тёмно-фиолетовый | Сине-зелёный | Индиго     |
| Размеры, мм  | 58 × 110      | 67 × 126  | 76 × 147         | 80 × 158     | 83 × 170   |

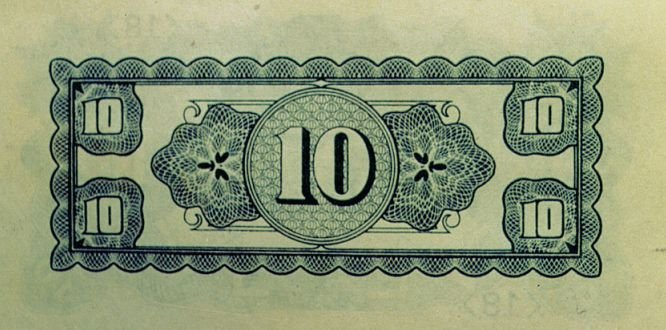
10 копеек
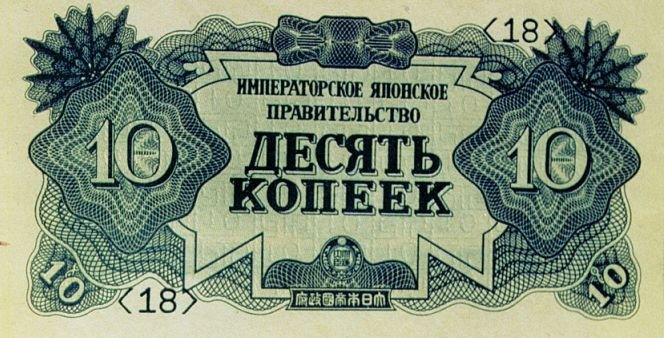
10 копеек
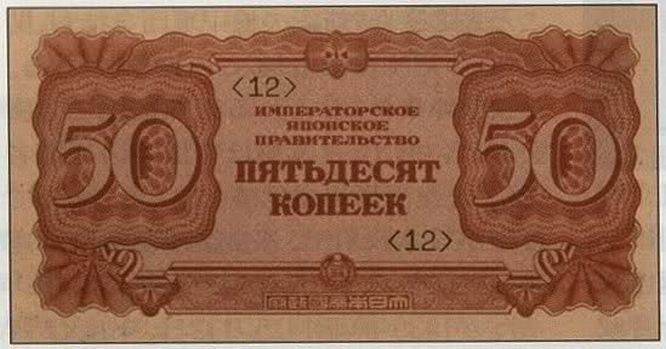
50 копеек
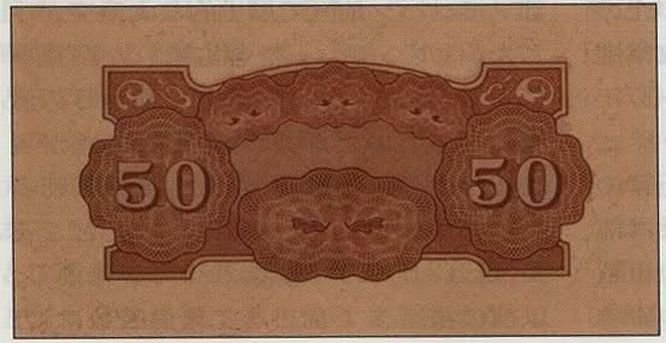
50 копеек
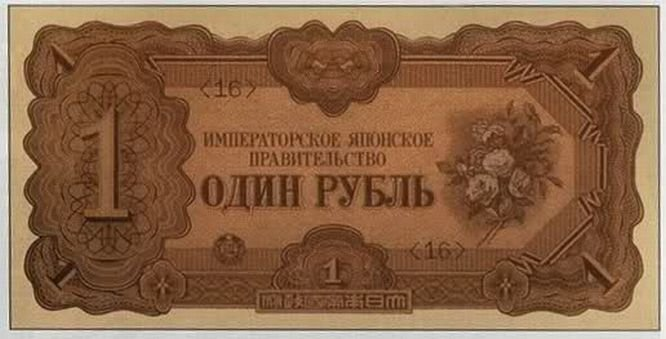
1 рубль